# Deutsche Gesellschaft für Schädlingsbekämpfung
La Deutsche Gesellschaft für Schädlingsbekämpfung (généralement abrégée en Degesch, littéralement « Société allemande pour le combat contre la vermine ») était une filiale de Degussa, société de l'industrie chimique allemande dont le siège était à Francfort-sur-le-Main. L'entreprise est connue pour avoir détenu la licence de fabrication du Zyklon B, gaz utilisé dans les chambres à gaz des camps d'extermination nazis.

## Histoire
En 1917, un comité technique de lutte contre les parasites est créé sous la tutelle du ministère prussien de la guerre. En mars 1919, ce comité est transformé en société à responsabilité limitée la « Deutsche Gesellschaft für Schädlingsbekämpfung mbH » dans le secteur de l'industrie chimique privée. En 1922 la firme Degussa entreprise chimique et métallurgique qui a une position dominante en Allemagne sur les applications industrielles du cyanure détient toutes les parts de l'entreprise Degesch.
En 1926, dans le cadre de la lutte anti parasitaire et dans le but d'obtenir un produit désinsectisant efficace, stable et d'usage maitrisé, Walter Heerdt, qui gère l'entreprise, invente le Zyklon B grâce au procédé qui consiste à faire absorber de l'acide cyanhydrique par du kieselguhr roche sédimentaire constituée d'algues fossilisées très riches en silice à fine granulométrie et avec une structure en nid d'abeille.

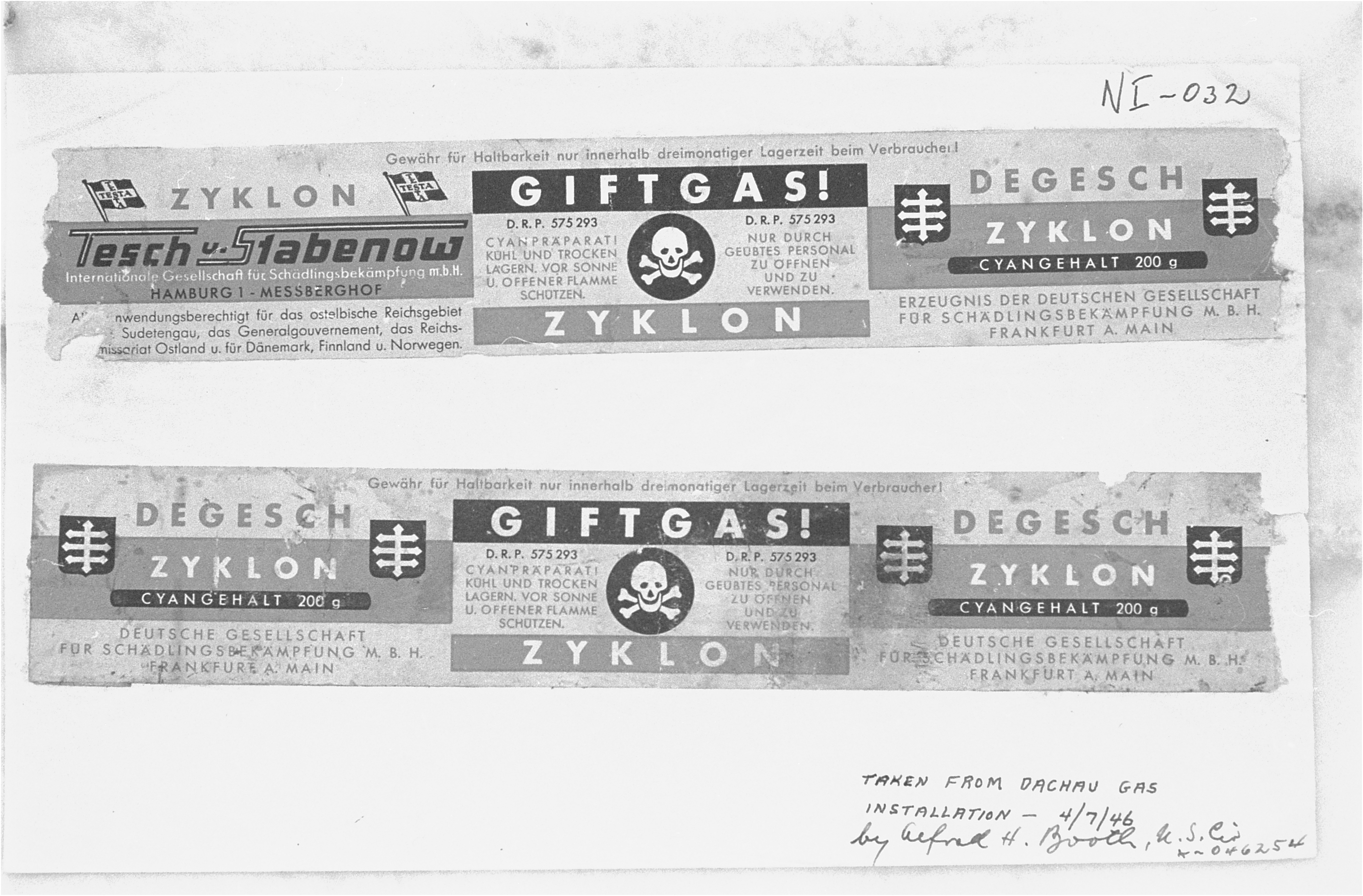
Étiquettes de boites de zyklon B

C'est la firme de sucrerie de Dessau qui est chargée de fabriquer le zyklon B pour Degesch. En 1927, Degesch détient 51 % des parts de l'entreprise Testa (Tesh & Stabenow) chargée de la distribution du Zyklon B.
En janvier 1930, IG Farben détient des parts dans l'entreprise qui lui appartient désormais à hauteur de 50 % puis ramené à 42,5 % en octobre 1930. En 1932, le zyklon B représente 72 % des ventes et tombe à 26 % en 1937 et repasse à 59 % en 1943. La Testa livre en 1942 à Auschwitz 7 478 kg de zyklon B et en 1943 12 174 kg soit une augmentation de 63 % en un an. La seule visite connue d'un responsable de Degesch à Auschwitz est celle de son directeur technique Walter Rasch fin août 1944.
Le propriétaire et le PDG de la filiale Tesch & Stabenow ont été condamnés à mort et exécutés en mai 1946.
Des membres du conseil d'administration de Degesch sont poursuivis par un tribunal américain en 1948 mais faute d'éléments prouvant qu'ils connaissaient le détournement homicide du zyklon B par les SS ils sont relaxés. Trois dirigeants de Degesch comparaissent devant le tribunal de Francfort en mars 1949. Le gérant adjoint et le fondé de pouvoir sont relaxés tandis que le Dr Gerhard Peters (de), ex-directeur de la Degesch, est condamné à cinq ans de prison. Il a reconnu qu'il a été informé par Kurt Gerstein que le Zyklon B, officiellement destiné à la désinfection des locaux, servait aussi au meurtre de Juifs.
En 2003, l'entreprise Degussa reconnaît, en tant qu'ancienne propriétaire de la Degesch, avoir produit le Zyklon B, ce qui lui rapportait un bénéfice annuel de 200 000 Reichsmarks.
IG Farben, copropriétaire de Degesch, avait des accords de coopération avec l'Américain Du Pont (de Nemours) qui fournissait l'acide cyanhydrique nécessaire aux exécutions capitales de certains états des États-Unis.

## Source
- Hervé Joly - L'implication de l'industrie chimique allemande dans la Shoah: le cas du zyklon B, CNRS centre d'histoire économique et sociale, Lyon
- d'E. Koch et S. Christianson : Der Spion vom Pariser Platz : wie die Amerikaner von Hitlers Giftgas erfuhren  (2010) : documentaire rediffusé sur la chaîne Histoire en juillet 2015.